# George Leybourne
George Leybourne de son vrai nom Joe Saunders est un musicien populaire Anglais, né à Newcastle dans la région des Midlands  le 17 mars 1842 et est mort à Islington le 15 septembre 1884 à l’âge de 44 ans.

## Biographie
Prédestiné à une carrière de mécanicien, il est rapidement passionné pour l’écriture, la composition et l'interprétation de la musique populaire anglo-saxonne. 
Il se fit connaître grâce à ses chansons à boire, plus particulièrement sur le champagne, ce qui contribua à augmenter les ventes des caves champenoises comme le Moët et Chandon, qui le sponsorisa. Pour cela, il fut connu et surnommé sous le sobriquet de « Champagne Charlie », motivé par ses allures de dandy. 
Son premier succès à Londres, sur une musique d'Alfred Lee, fut sans conteste la chanson Champagne Charlie, qui obtint une réussite immédiate, chanson fétiche pour lui qu'il la chanta jusqu'à la fin de sa vie. 
C’est lui qui composa la chanson très populaire L'audacieux jeune homme au trapèze volant (titre original : The Daring Young Man on the Flying Trapeze), inspirée par le voltigeur et trapéziste Jules Léotard.
Sa carrière s'acheva très tôt, le succès déclinant rapidement, ce qui le précipita dans une fin de vie obscure, ignoré de tous.

Il est mort à Islington et il est enterré au cimetière Abney Park Cemetery à Stoke Newington, Londres.

## Compositeur - Filmographie
- 1934 : New York-Miami (It Happened One Night) de Frank Capra
- 1941 : Too Many Blondes
- 1941 : The Great
- 1943 : Parade aux étoiles (Thousands Cheer) de George Sidney
- 1947 : Let's Sing an Old Time Song
- 1950 : The Cuckoo Clock
- 1951 : Cat Napping
- 1951 : Daredevil Droopy